# Билал Асани
Билал Асани (фр. Bilal Hassani; арап. بلال حسني‎‎; Париз, 9. септембар 1999) француски је поп, R&B и ЕДМ певач и јутјубер мароканског порекла. Године 2019, је са песмом Roi (Краљ) победио на француском избору за Песму Евровизије поставши тако 63. по реду представником Француске на Песми Евровизије 2019. у Тел Авиву. 

## Биографија
Билал Асани је рођен 1999. у Паризу, у муслиманској породици мароканског порекла, као млађи од двоје деце. Таленат за певање показао је још као петогодишњи дечак, а веома рано је почео и са музичким образовањем. Прво јавно појављивање имао је као петнаестогодишњак учешћем у дечијој верзији популарног музичког ријалити такмичења The Voice Kids где је на аудицији извео песму Rise Like a Phoenix аустријске певачице Кончите Вурст коју је навео као свог музичког идола. Након учешћа у Војсу активније је почео да се бави Јутјубом где је постављао своје обраде познатих светских хитова, чиме је додатно скренуо пажњу локалне француске јавности на себе. У јуну 2017. на свом Јутјуб каналу се јавно декларисао као хомосексуалац, а неколико месеци касније француски геј магазин Têtu прогласио га је једном од „30 ЛГБТ+ особа који покрећу Француску”, означивши га као једном од икона француске ЛГБТ омладине.
Почетком децембра 2018. француска национална телевизија France Télévisions уврстила је Асанија на листу 18 учесника националног избора за Песму Евровизије 2019. у Тел Авиву. Песма са којом се такмичио на националном избору насловљена као Roi званично је објављена 4. јануара 2019. и у наредних десет дана је достигла већ 3 милиона прегледа на сајту Јутјуб. Песма је први пут уживо изведена током прве полуфиналне вечери француског избора 12. јануара где је Билал заузео прво место са 58 од могућих 60 бодова, освојивши тако и највише гласова жирија и публике. Две недеље касније Билал је уверљиво тријумфовао и у великом финалу где је добио убедљиво највећу подршку публике преточену у 150 бодова (укупно 200 бодова), чак 44 поена више од другопласиране Симон.

## Дискографија
Синглови
- (2016)
- (2017)
- (2017)
- (2018)
- (2018), са Антоном Виком
- (2018), са Леоном Маркусом
- (2018), сарадња са
- (2019)